# Грабарівська сільська рада (Піщанський район)
| Грабарівська сільська рада — сільська рада у складі Піщанського району Вінницької області з адміністративним центром у с. Грабарівка. Сільській раді підпорядковані населені пункти: - с. Грабарівка - с. Верхня Слобідка. |

## Склад ради
Рада складається з 12 депутатів та голови.

## Керівний склад сільської ради
| ПІБ                             | Основні відомості                                                         | Дата обрання | Дата звільнення |
| ------------------------------- | ------------------------------------------------------------------------- | ------------ | --------------- |
| Тернавська Валентина Гаврилівна | Сільський голова, 1951 року народження, освіта, член Партії регіонів      | 26.03.2006   | 31.10.2010      |
| Тернавська Валентина Гаврилівна | Сільський голова, 1951 року народження, освіта вища, член Партії регіонів | 31.10.2010   |                 |

Примітка: таблиця складена за даними джерела